# Plum Springs
Plum Springs és una població dels Estats Units a l'estat de Kentucky. Segons el cens del 2000 tenia 447 habitants.

## Demografia
Segons el cens del 2000, Plum Springs tenia 447 habitants, 177 habitatges, i 138 famílies. La densitat de població era de 595,1 habitants/km².
Dels 177 habitatges en un 33,9% hi vivien nens de menys de 18 anys, en un 65% hi vivien parelles casades, en un 11,9% dones solteres, i en un 22% no eren unitats familiars. En el 18,1% dels habitatges hi vivien persones soles el 5,6% de les quals corresponia a persones de 65 anys o més que vivien soles. El nombre mitjà de persones vivint en cada habitatge era de 2,53 i el nombre mitjà de persones que vivien en cada família era de 2,84.
Per edats la població es repartia de la següent manera: un 23,7% tenia menys de 18 anys, un 8,1% entre 18 i 24, un 31,1% entre 25 i 44, un 25,1% de 45 a 60 i un 12,1% 65 anys o més.
L'edat mediana era de 36 anys. Per cada 100 dones de 18 o més anys hi havia 85,3 homes.
La renda mediana per habitatge era de 37.014 $ i la renda mediana per família de 38.250 $. Els homes tenien una renda mediana de 31.406 $ mentre que les dones 24.375 $. La renda per capita de la població era de 16.250 $. Entorn del 6,8% de les famílies i el 10,1% de la població estaven per davall del llindar de pobresa.

## Poblacions més properes
El següent diagrama mostra les poblacions més properes.